# Verpel
Verpel est une commune française, située dans le département des Ardennes en région Grand Est.

## Géographie

### Localisation
| Briquenay             | Thénorgues    | Buzancy  |
|                       | Verpel        | Imécourt |
| Beffu-et-le-Morthomme | Champigneulle |          |

### Géologie et relief
Hydrogéologie et climatologie : Système d’information pour la gestion des eaux souterraines en Seine-Normandie, par le BRGM :
Territoire communal : Occupation du sol (Corinne Land Cover); Cours d'eau (BD Carthage),
Géologie : Carte géologique; Coupes géologiques et techniques,
 Hydrogéologie : Masses d'eau souterraine; BD Lisa; Cartes piézométriques.

### Sismicité
Commune située dans une zone de sismicité faible.

### Intercommunalité
Commune membre de la Communauté de communes de l'Argonne Ardennaise.

### Voies de communications et transports

#### Voies routières
- D 42 vers Imécourt, Thénorgues.
- D 15 vers Champigneulle[2].

#### Transports en commun
- Fluo Grand Est.

#### Transports aériens
Les aéroports les plus proches sont :
- Aérodrome de Charleville-Mézières.
- Aéroport de Reims en Champagne (Prunay).

### Hydrographie
La commune est dans la région hydrographique « la Seine du confluent de l'Oise (inclus) à l'embouchure » au sein du bassin Seine-Normandie. Elle est drainée par l'Agron, le ruisseau de Briquenay, le ruisseau du Fond Sorin, le Fossé des Bois de Ravi, le Fossé du Puiset, le ruisseau de Gives et divers autres petits cours d'eau,.
L'Agron, d'une longueur de 24 km, prend sa source dans la commune de Tailly et se jette  dans l'Aire à Saint-Juvin, après avoir traversé six communes. 

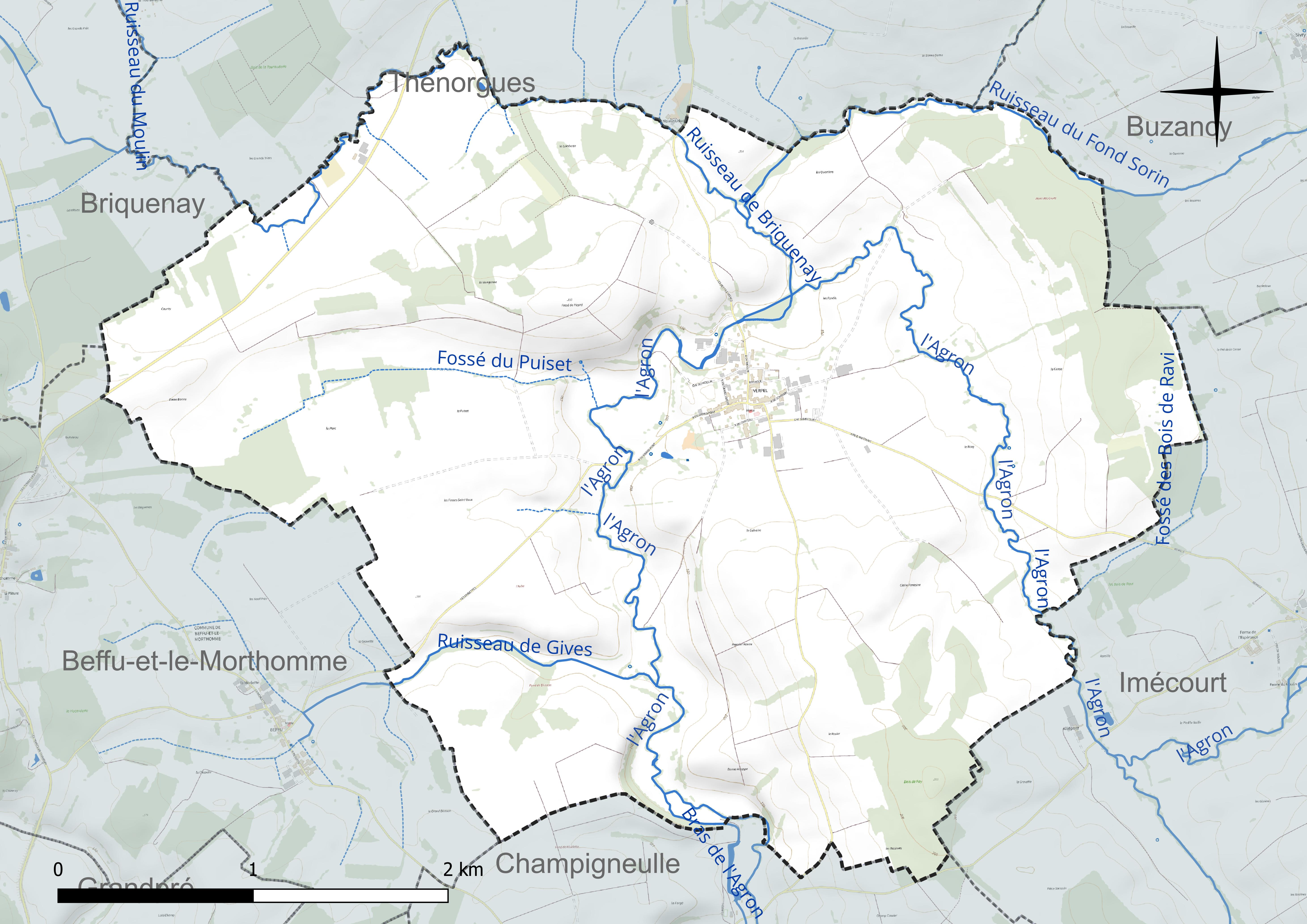
Réseau hydrographique de Verpel.

### Climat
Pour des articles plus généraux, voir Climat du Grand Est et Climat des Ardennes.
En 2010, le climat de la commune est de type climat de montagne, selon une étude du Centre national de la recherche scientifique s'appuyant sur une série de données couvrant la période 1971-2000. En 2020, Météo-France publie une typologie des climats de la France métropolitaine dans laquelle la commune est exposée à un climat océanique altéré et est dans la région climatique  Lorraine, plateau de Langres, Morvan, caractérisée par un hiver rude (1,5 °C), des vents modérés et des brouillards fréquents en automne et hiver. 
Pour la période 1971-2000, la température annuelle moyenne est de 9,9 °C, avec une amplitude thermique annuelle de 15,8 °C. Le cumul annuel moyen de précipitations est de 905 mm, avec 13,4 jours de précipitations en janvier et 9,3 jours en juillet. Pour la période 1991-2020, la température moyenne annuelle observée sur la station météorologique de Météo-France la plus proche, « Buzancy_sapc », sur la commune de Buzancy à 5 km à vol d'oiseau, est de 10,9 °C et le cumul annuel moyen de précipitations est de 862,0 mm. 
La température maximale relevée sur cette station est de 40,7 °C, atteinte le 25 juillet 2019 ; la température minimale est de −15,8 °C, atteinte le 20 décembre 2009,,. 
Les paramètres climatiques de la commune ont été estimés pour le milieu du siècle (2041-2070) selon différents scénarios d'émission de gaz à effet de serre à partir des nouvelles projections climatiques de référence DRIAS-2020. Ils sont consultables sur un site dédié publié par Météo-France en novembre 2022.

## Urbanisme

### Typologie
Au 1er janvier 2024, Verpel est catégorisée commune rurale à habitat dispersé, selon la nouvelle grille communale de densité à 7 niveaux définie par l'Insee en 2022.
Elle est située hors unité urbaine et hors attraction des villes,.

### Occupation des sols
L'occupation des sols de la commune, telle qu'elle ressort de la base de données européenne d’occupation biophysique des sols Corine Land Cover (CLC), est marquée par l'importance des territoires agricoles (85,9 % en 2018), une proportion identique à celle de 1990 (85,9 %). La répartition détaillée en 2018 est la suivante : 
prairies (42 %), terres arables (39,2 %), forêts (12 %), zones agricoles hétérogènes (4,7 %), zones urbanisées (2,1 %). L'évolution de l’occupation des sols de la commune et de ses infrastructures peut être observée sur les différentes représentations cartographiques du territoire : la carte de Cassini (XVIIIe siècle), la carte d'état-major (1820-1866) et les cartes ou photos aériennes de l'IGN pour la période actuelle (1950 à aujourd'hui).

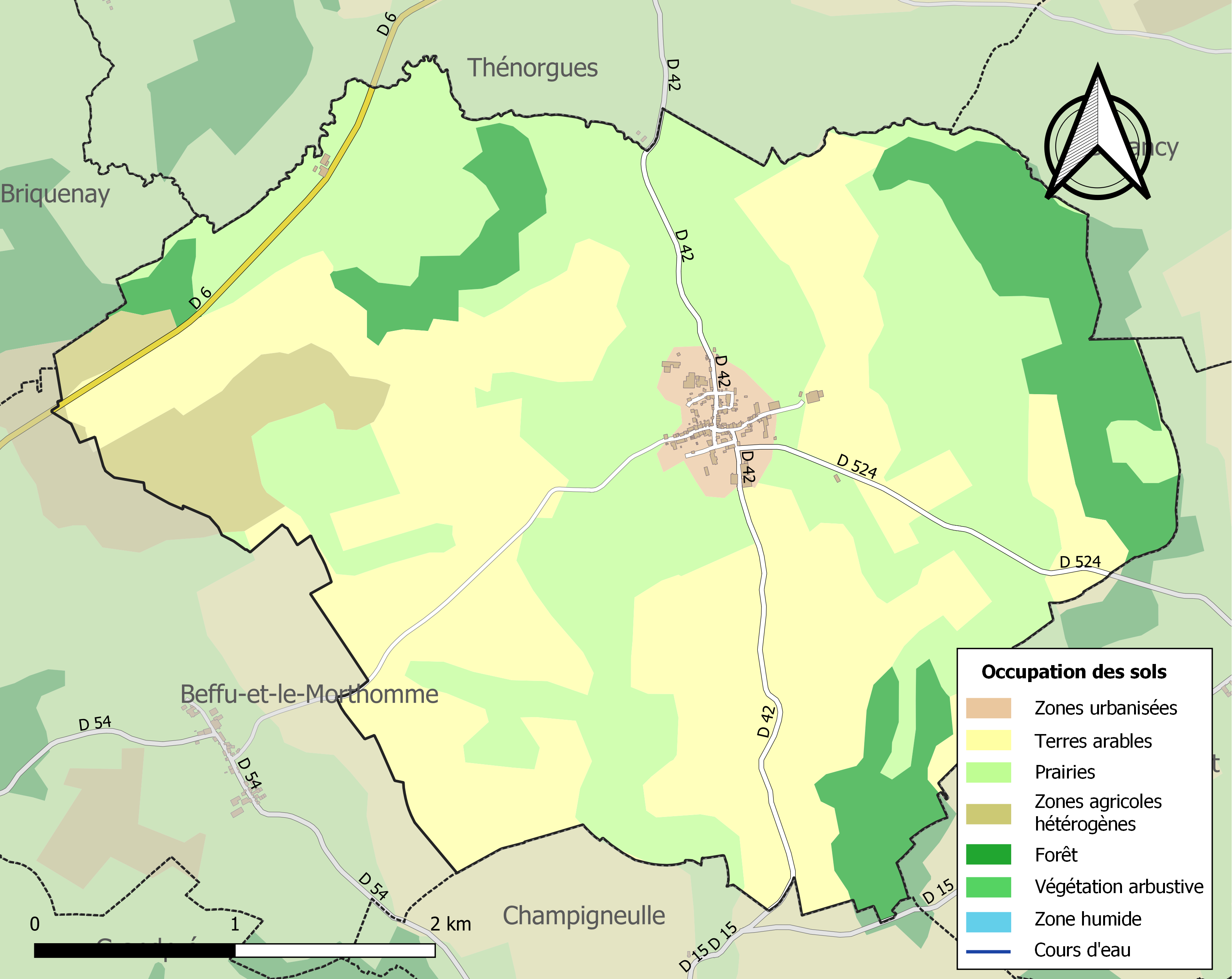
Carte des infrastructures et de l'occupation des sols de la commune en 2018 (CLC).

## Histoire
Le 1er janvier 1985 s'est séparée d'Imécourt, mais le 29 décembre 1973 procède à une "fusion association" avec Imécourt (fusion association).
La commune a été décorée de la croix de guerre 1914-1918 le 1er mars 1921.
Deux habitants ont par ailleurs été admis parmi les 4281 Justes parmi les nations de France pour avoir sauvé des personnes juives persécutées par le régime nazi et le gouvernement de Vichy :
- Albert Didier[19].
- Suzanne Didier[20].

## Politique et administration
| Période                                  | Période   | Identité         | Étiquette | Qualité |
| ---------------------------------------- | --------- | ---------------- | --------- | ------- |
| Les données manquantes sont à compléter. |           |                  |           |         |
| 1879                                     |           | Pognon           |           | Maire   |
| mars 2001                                | mars 2014 | Christian Chatel |           |         |
| mars 2014                                | juin 2020 | Jacky Nizet      |           |         |
| juin 2020                                | En cours  | Bruno Maryns     |           |         |

### Budget et fiscalité 2021
En 2021, le budget de la commune était constitué ainsi :
- total des produits de fonctionnement : 62 000 €, soit 914 € par habitant ;
- total des charges de fonctionnement : 57 000 €, soit 832 € par habitant ;
- total des ressources d'investissement : 11 000 €, soit 164 € par habitant ;
- total des emplois d'investissement : 4 000 €, soit 64 € par habitant ;
- endettement : 2 000 €, soit 35 € par habitant.

Avec les taux de fiscalité suivants :
- taxe d'habitation : 13,11 % ;
- taxe foncière sur les propriétés bâties : 30,28% ;
- taxe foncière sur les propriétés non bâties : 12,60 % ;
- taxe additionnelle à la taxe foncière sur les propriétés non bâties : 0,00 % ;
- cotisation foncière des entreprises : 0,00 %.

Chiffres clés Revenus et pauvreté des ménages en 2020 : médiane en 2020 du revenu disponible, par unité de consommation.

## Population et société

### Démographie

#### Pyramide des âges
L'évolution du nombre d'habitants est connue à travers les recensements de la population effectués dans la commune depuis 1793. Pour les communes de moins de 10 000 habitants, une enquête de recensement portant sur toute la population est réalisée tous les cinq ans, les populations de référence des années intermédiaires étant quant à elles estimées par interpolation ou extrapolation. Pour la commune, le premier recensement exhaustif entrant dans le cadre du nouveau dispositif a été réalisé en 2005.

En 2022, la commune comptait 64 habitants, en évolution de −8,57 % par rapport à 2016 (Ardennes : −2,97 %, France hors Mayotte : +2,11 %).
| 1793 | 1800 | 1806 | 1821 | 1831 | 1836 | 1841 | 1846 | 1851 |
| ---- | ---- | ---- | ---- | ---- | ---- | ---- | ---- | ---- |
| 408  | 430  | 476  | 470  | 515  | 512  | 503  | 504  | 522  |

| 1866 | 1872 | 1876 | 1881 | 1886 | 1891 | 1896 | 1901 | 1906 |
| ---- | ---- | ---- | ---- | ---- | ---- | ---- | ---- | ---- |
| 529  | 434  | 416  | 380  | 385  | 367  | 383  | 382  | 360  |

| 1911 | 1921 | 1926 | 1931 | 1936 | 1946 | 1954 | 1962 | 1968 |
| ---- | ---- | ---- | ---- | ---- | ---- | ---- | ---- | ---- |
| 326  | 214  | 258  | 244  | 237  | 207  | 208  | 183  | 137  |

| 1975 | 1982 | 1990 | 1999 | 2005 | 2006 | 2010 | 2015 | 2020 |
| ---- | ---- | ---- | ---- | ---- | ---- | ---- | ---- | ---- |
| 208  | 169  | 84   | 88   | 91   | 92   | 81   | 71   | 66   |

| 2022 | - | - | - | - | - | - | - | - |
| ---- | - | - | - | - | - | - | - | - |
| 64   | - | - | - | - | - | - | - | - |

### Enseignement
Établissements d'enseignements : 
- Écoles maternelles et primaires à Verpel, Buzancy, Grandpré.
- Collège à Grandpré.
- Lycées à Vouziers.

### Santé
Professionnels et établissements de santé :
- Médecins à Buzancy, Grandpré, Vouziers, Monthois.
- Pharmacies à Buzancy, Grandpré, Vouziers, Monthois.
- Hôpitaux à Sedan, Rethel, Charleville-Mézières.

### Cultes
- Culte catholique, Paroisse Les Marches d’Argonne[31], Diocèse de Reims.

## Héraldique
| Armes de Verpel | Les armes de Verpel se blasonnent ainsi : Palé d’or et d’azur au chef de gueules chargé de trois fleurs de lys aussi d’or. |

## Lieux et monuments
- L'église fortifiée Saint-Laurent, classée Monument historique en 1846[33].

Patrimoine mobilier :
* Autel (maître-autel) et retable.
* L'autel latéral nord et son tabernacle.
L'autel latéral sud et son tabernacle.
* Chaire à prêcher.
* Statue Saint Laurent.
* Statue Christ en croix.
* Statue : Saint Laurent.
- Monument aux morts de Verpel[41] : Conflits commémorés : Guerres 1914-1918 - 1939-1945.

## Personnalités liées à la commune
- Jean-Armand de Joyeuse (1631-1710), « marquis » de Joyeuse, baron de Verpel (canton de Buzancy), de Saint-Jean-sur-Tourbe, chevalier des ordres du roi, maréchal de France du XVIIe siècle.